# Fléville-devant-Nancy
Fléville-devant-Nancy è un comune francese di 2 415 abitanti situato nel dipartimento della Meurthe e Mosella nella regione del Grand Est.

## Società

### Evoluzione demografica
Abitanti censiti